# Fernando Brandão
Nasceu na cidade de São Paulo em 15 de Junho de 1960, formado em Arquitetura e Urbanismo pela FAU / Universidade de Santos em 1983
Atua nas áreas comercial, corporativa, promocional desde então recebendo os prêmios IAB, AsBEA, IDEA, RedDot e inúmeros outros em sua carreira.
Foi diretor e vice-presidente da AsBEA (Associação Brasileira de Escritórios de Arquitetura). Em 2009 foi vencedor do concurso para o Pavilhão Brasileiro na Expo Universal 2010 Shanghai / China.
Desde 2010 leciona na DeTao Masters Academy em Shanghai / China em parceria com a Peking University e Fudan Shanghai University.
Desde 2012 possui escritório em Shanghai / China na SIVA / Shanghai Institute of Visual Arts

## Livraria Cultura
Projetou diversas unidades da Livraria Cultura, sendo a mais incônica, localizada no Conjunto Nacional na Avenida Paulista em São Paulo.
Com 4300 m², maior livraria da América Latina, em seu programa constam cafeteria, teatro, áreas destinadas a multimidia, revistas e obras de arte. 
Após visita à Livraria, José Saramago escreveu:
"A última imagem que levamos do Brasil é a de uma bonita livraria, uma catedral de livros, moderna, eficaz, bela. É a Livraria Cultura, está no Conjunto Nacional. É uma livraria para comprar livros, claro, mas também para desfrutar do espectáculo impressionante de tantos títulos organizados de uma forma tão atractiva, como se não fosse um armazém, como se de uma obra de arte se tratasse. A Livraria Cultura é uma obra de arte.
O meu editor, Luis Schwarcz, da Companhia das Letras, sabia que me ia emocionar este portento, por isso me levou. Também me tocou bastante a livraria da Companhia, ver estantes luminosas com obras de fundo, os clássicos de sempre expostos como outros fazem com as novidades. E todos juntos oferecidos ao leitor, que tem o difícil mas interessante dilema de não saber que escolher.
Boa saída de São Paulo. À noite, antes do jantar na casa de Tomie Ohtake fomos ver a exposição “A Consistência dos Sonhos”. Fomos os últimos das 700 pessoas que passaram ao longo do dia para ver a montagem que sobre este escritor fez a Fundação César Manrique, e que já esteve em Lanzarote e Lisboa. Fernando Gómez Aguilera pode estar contente: a sua obra, noutro continente, é igual de interessante e próxima, tão precisa como um relógio, tão bela como a Livraria Cultura. Às vezes as boas notícias amontoam-se. Damos fé delas."

## Pavilhão Brasileiro na Expo 2010 Xangai
Após vencer o concurso realizado pela AsBEA (Associação Brasileira dos Escritórios de Arquitetura) e a APEX (Agência Brasileira de Promoção de Exportações e investimentos) em 2009, Fernando Brandão representa a alegria e potencialidade do povo brasileiro em sua arquitetura.
A arquitetura do Pavilhão se destaca pela utilização de uma pele verde criada a partir de madeiramento reutilizado e disposto de forma aleatória. O revestimento pode ser tomado como uma referência ao design brasileiro através do óbvio paralelo ao trabalho dos Irmãos Campana. Ainda na área externa estiveram localizadas grandes telas com projeções de imagens que se relacionam à cultura brasileira.